# Río Nío
El nombre Rio Nio debe su nombre a una hiedra venenosa abundante en la zona, Nio deriva de miu que en quichua significa veneno o ponzoña, siendo la traducción arbusto ponzoñoso que hace mal a la hacienda, su ingesta en el ganado produce graves problemas intestinales. También es conocido con el nombre de romerillo, o mío-mío.

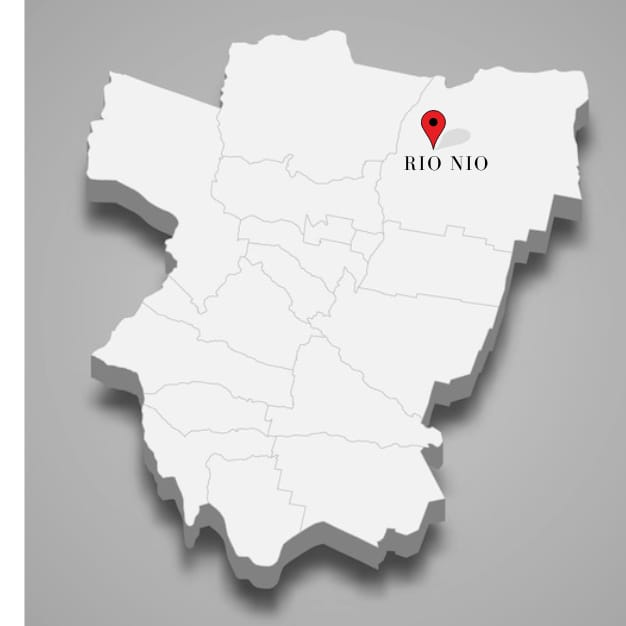
Ubicación geográfica de Rio Nio

Para acceder a Río Nío, se puede utilizar la ruta provincial 305, que conecta la localidad con San Miguel de Tucumán, la capital provincial, distante a unos 60 kilómetros. El camino cuenta con tramos de ripio, pero en general está consolidado y transitable. Además, existe la opción de llegar a través del transporte público, utilizando los servicios de la empresa BFB, que parte desde la terminal de ómnibus de San Miguel de Tucumán.
Río Nío se encuentra ubicado en la región Noroeste de Argentina, más específicamente en la provincia de Tucumán, en el departamento Burruyacú. Esta localidad se sitúa a una altitud aproximada de 1400 metros sobre el nivel del mar

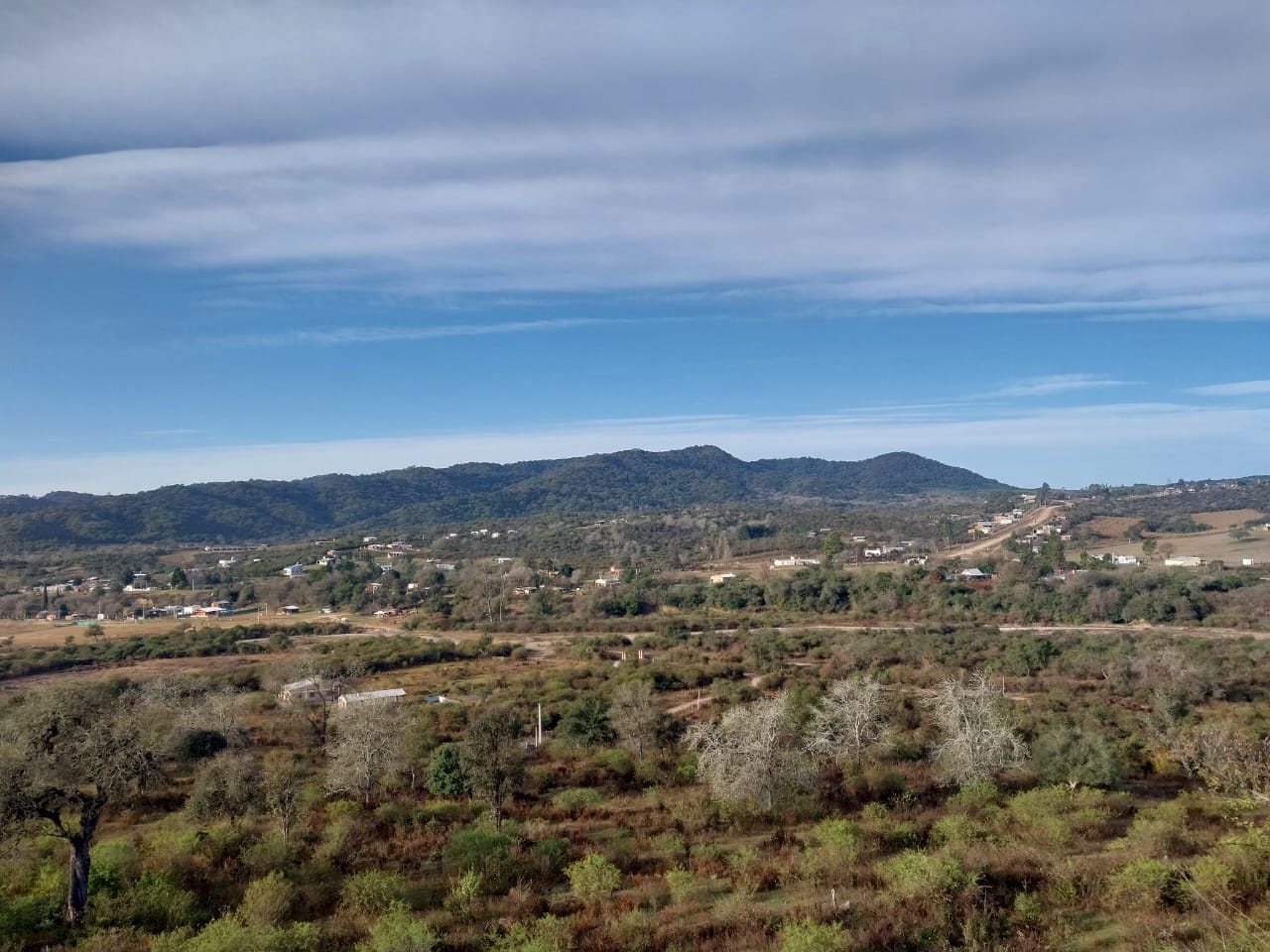

Desde el punto de vista geográfico, Río Nío se encuentra rodeado por imponentes sierras que conforman su límite natural. Hacia el oeste se encuentran los altos de Medina, con una altura aproximada de 2050 metros sobre el nivel del mar. Por otro lado, al este se extienden las sierras de la Ramada, con una altura aproximada de 1160 metros sobre el nivel del mar. Al norte se ubican las sierras del Campo, con una altura aproximada de 2000 metros sobre el nivel del mar. Estos cordones montañosos forman parte del sistema serrano del nordeste, caracterizado por su mediana altura, que no supera los 2500 metros sobre el nivel del mar.
La presencia de estas sierras en la localidad de Río Nío genera una gran diversidad climática, lo cual se traduce en una variedad de bosques y vegetación. Los diferentes valles, cerros y cordones montañosos crean microclimas locales, con variaciones tanto en temperatura como en humedad. Las precipitaciones, en su mayoría estivales, rondan los 800 mm anuales.
En cuanto a la flora, Río Nío cuenta con un ecosistema semiboscoso, donde se pueden encontrar especies como la tala, nogal, mora, piquillí, tusca, churqui, nio, tipa, quebracho, palo borracho, entre otros.  En cuanto a la fauna, es posible encontrar corzuelas, chancho del monte, urracas, zorro, sacha mono, zorro, quirquincho, perdices, palomas, gallo del monte, pumas, entre otros.

Estas características geográficas y naturales hacen de Río Nío un lugar de gran atractivo paisajístico. Sus cerros ofrecen vistas imponentes, mientras que la presencia de un tranquilo río brinda frescura y calma a quienes buscan alejarse del bullicio urbano. Además, la variada vegetación y la diversidad de climas locales permiten disfrutar de una gran riqueza natural en esta localidad de montaña”. 
- Datos: Q16627307